# Rigele Alajos

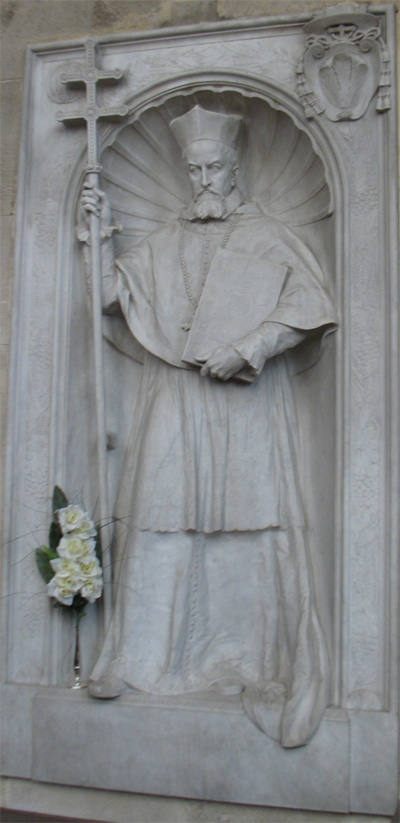
Pázmány Péter epitáfiumának márványlapja, Rigele Alajos alkotása

Rigele Alajos (németül Alois Rigele, szlovákul Alojz Rigele) (Pozsony, Pozsony vármegye, 1879. február 8. – Pozsony, 1940. február 13.) pozsonyi szobrász. Pozsonyban számos épületplasztikát és köztéri szobrot készített; kisplasztikai és éremművészeti munkássága is jelentős. Főként Pázmány Péternek a pozsonyi Szent Márton-dómban található márvány sírlapjáról és Madách Imre alsósztregovai emlékművéről nevezetes. Számos síremléket készített, általában vallási témájú plasztikával.  Elpusztult művei közül főként a Pozsonyi vashonvéd nevű szobra emlékezetes.

## Életpályája
Bécsi tanulmányai után Pozsonyban élt és dolgozott.  Jelentős pozsonyi köztéri alkotása  1908 és 1911 között Rómában volt ösztöndíjas. Az első világháború alatt és ezt követően is sokat  foglalkoztatott emlékműszobrász volt Pozsonyban és környékén. Több szobrát, érmét, grafikáját a pozsonyi Városi Galéria őrzi.

## Díjai, elismerései
- Azzal tűnt fel, hogy 1907-ben A tékozló fiú visszatérése című  szobráért Harkányi-díjat kapott.

## Főbb művei
- Szent Erzsébet márványszobra (Pozsony, 1907, köztéren);
- A tékozló fiú visszatérése (1907);
- Jöjjetek hozzám dombormű (András-kápolna, Pozsony, 1907);
- Erzsébet királyné domborműve (Pozsony, 1912)
- Pázmány Péter márvány sírlapja a Szent Márton-dómban (Pozsony, 1914);
- Főoltár (Récse, 1920-as évek);
- Cantus, Trebitsch Olga szobra (Pozsony, 1922)[5]
- Főoltár, Jézus szíve (Csallóközkürt, 1925);
- Hétfájdalmú Szűzanya, Pietà (Sasvár, 1927);
- Kazinczy-emlék (Brünn, 1927);
- Szent Ferenc-oltár, tabernákulum, (1929);
- Jézus szíve, Szent Antal (Erzsébet-templom, Pozsony, 1920-as évek);
- Mária-oltár (Szent László-templom, 1929),
- Szent Cirill, Szent Metód, Szent Erzsébet, Szent Ludmilla (Irgalmasok temploma, 1929);
- oltár, Szent József (Szentháromság-templom, 1931);
- Szent Teréz-mellékoltár (Galánta, 1930-as évek);
- Keresztelő Szt János (Gyetva, 1930-as évek);
- Mária, Jézus (Vághosszúfalva, 1930-as évek);
- Feszület (Pozsonyligetfalu, 1933);
- I. világháborús emlékmű (Bazin, 1933);
- Szent József (a pozsonyi kórház udvarán, 1935);
- Szent Sebestyén, Don Bosco (mindkettő 1935);
- Madách Imre síremléke, ˙(Alsósztregova, 1936);
- Jézus szíve (Rozsnyó, 1936);
- Álló Pietà (ismeretlen helyen, 1937);
- Kálvária, Szent Antal, Pietà (Szenc, 1937);
- tabernákulum (Nagypaka, 1938).
- Szent Vendel szobor /Felsőjányok/ 1921 temető
- Szent Mihály szobor /Felsőjányok/ 1921 -temető

## Elpusztult művei
- Pálffy István (Pozsony, 1913);
- Vashonvéd (Pozsony, 1915);
- Vaslevente (Székesfehérvár, 1915).
- Honvéd szobrok (Pozsony)[6]